# Zamek Loket
Zamek Loket (cz. Hrad Loket; niem. Burg Elbogen)  – zabytkowy zamek w mieście Loket, w kraju karlowarskim, w Czechach.
Pierwszy zamek zbudowano tu w XII wieku, a jego najstarsza część to romańska wieża i rotunda. Pierwszy raz zamek wzmiankowano w XIII wieku. Warownia położona jest około 12 km od Karlowych Warów na masywnej skale. Jest ona otoczona z trzech stron rzeką Ohrza. Znany jako "Zamek do zdobycia Czech", ze względu na jego walory obronne. Jest to jeden z najstarszych i najcenniejszych zamków kamiennych na ziemiach czeskich. 
Od 1898 roku mieści się w nim muzeum, a obiekt jest pomnikiem narodowym Czech. 
Od XIX wieku do 1947 roku na zamku znajdowało się więzienie. 
Co roku miasto jest gospodarzem festiwalu operowego z występami Czeskiej Opery Narodowej w odkrytym amfiteatrze z zamkiem w tle, jest również gospodarzem czeskiego grand prix w motocrossie.

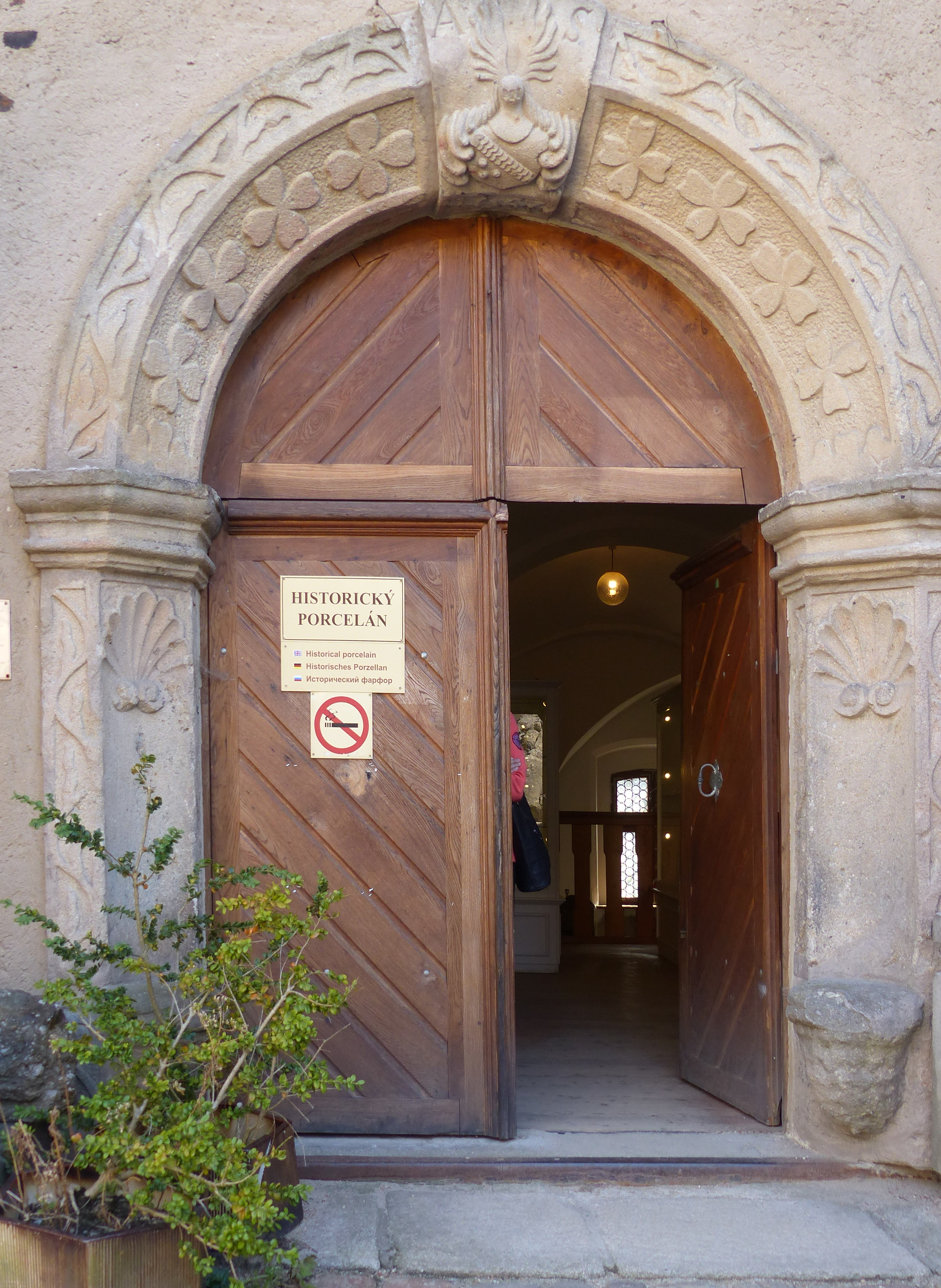
Portal z herbem